# Чемошурка
Чемошу́рка — река в Удмуртии, правый приток реки Позимь. Длина реки 8,4 км.
Берёт начало с родника в логу на территории города Ижевск — в Устиновском районе, где расположена зеленая зона реки площадью 50 га (от ул. 40 лет Победы до Союзной ул.) — является одной из малых рек Ижевска, объект рекреации в летний период; протекает на юго-восток по Завьяловскому району через сёла Чемошур (где на реке устроен искусственный водоём — Чемошурский пруд), Октябрьский и Кабаниха, у починка Дома 45 км впадает реку Позимь.
Русло реки извилистое, длина от истока до устья 8,4 км, ширина колеблется от 1 до 2,5 метров. Высота берегов — до 2 метров. Глубина небольшая: 10—15 см, редко есть участки глубиной 0,5 м.